# Jelena Nikolajewna Temerewa

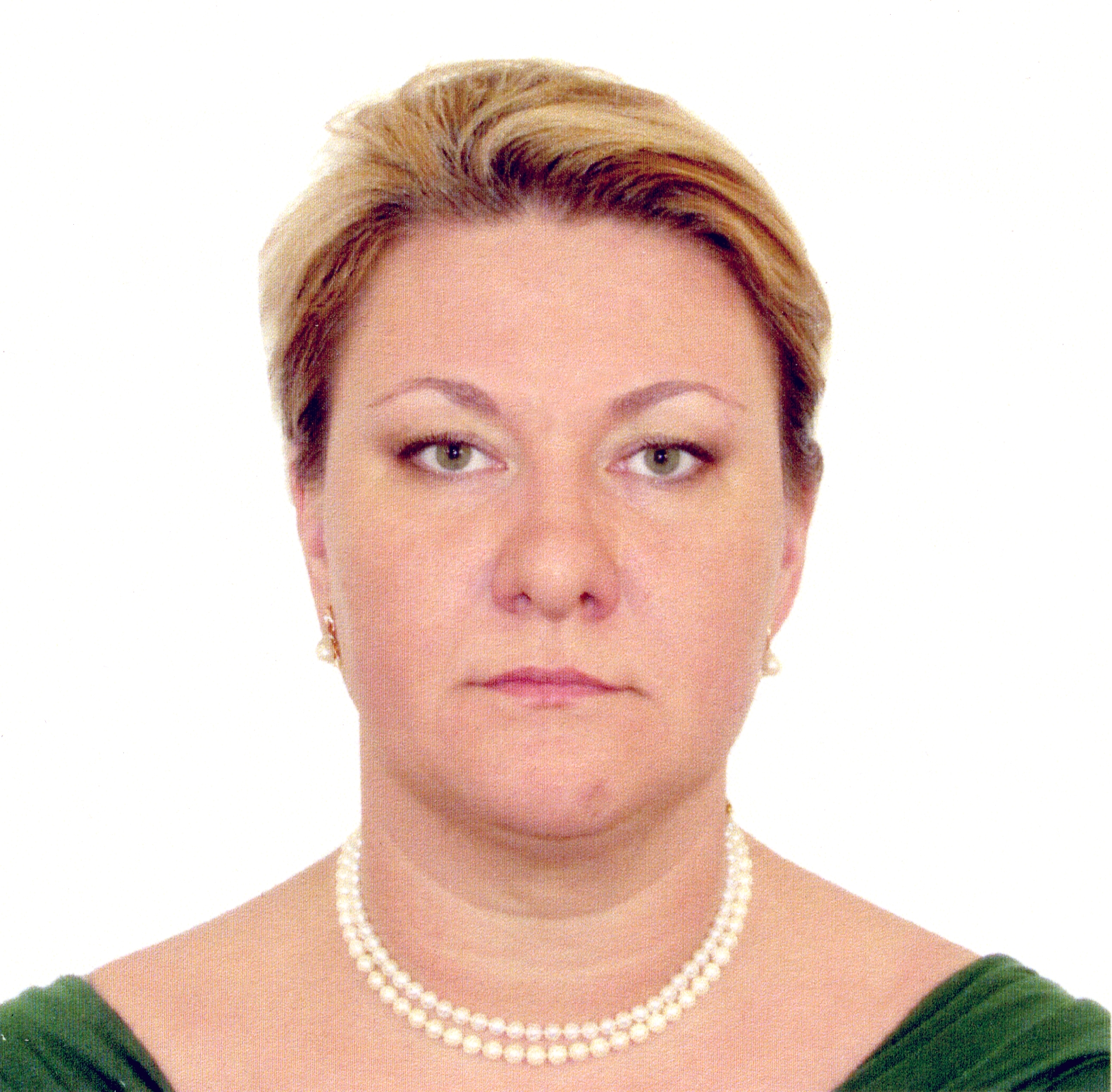
Jelena Nikolajewna Temerewa

Jelena Nikolajewna Temerewa (russisch Елена Николаевна Темерева; * 26. März 1976 in Sawoiko, Petropawlowsk-Kamtschatski) ist eine sowjetisch-russische Zoologin und Hochschullehrerin.

## Leben
Nach dem Besuch der Mittelschule in Sawoiko begann Temerewa 1993 das Studium an der Lomonossow-Universität Moskau (MGU) in der Biologie-Fakultät, das sie 1998 als Zoologin mit Auszeichnung abschloss. Darauf wurde sie Aspirantin im Institut für Meeresbiologie der Fernost-Abteilung der Russischen Akademie der Wissenschaften (RAN) in Wladiwostok. Seit 1999 lehrt sie an der MGU. 2001 verteidigte sie mit Erfolg ihre Dissertation über die mikroskopische Anatomie und Feinstruktur von Phoronopsis harmeri Pixell, 1912 aus der Gruppe der Hufeisenwürmer für die Promotion zur Kandidatin der biologischen Wissenschaften.
Seit 2003 ist Temerewa in der MGU am Lehrstuhl für Zoologie der Wirbellosen der Biologie-Fakultät als wissenschaftliche Mitarbeiterin tätig. 2008 wurde sie nach Verteidigung ihrer Doktor-Dissertation über die Hufeisenwürmer im Hinblick auf Struktur, Entwicklung, Fauna und Phylogenese zur Doktorin der biologischen Wissenschaften promoviert. Seit 2008 ist sie führende wissenschaftliche Mitarbeiterin.
Temerewas Forschungsgebiet ist die Phylogenese der Kranzfühler bzw. Tentaculata: Hufeisenwürmer, Armfüßer und Moostierchen. Auf dem 13th International Congress of Invertebrate Reproduction and Development 2013 in Detroit präsentierte sie drei Berichte und hielt zwei Plenarvorträge. Sie gründete ein Kollektiv junger Wissenschaftler für die Erforschung der Tentaculata, Pfeilwürmer, Seegurken und Igelwürmer. Sie berichtete populärwissenschaftlich über ihr Fachgebiet in russischen Massenmedien, so auch in Radio Majak. 2011 wurde sie Mitglied der International Society for Invertebrate Morphology. Sie gehörte zum Organisationskomitee des 4th International Congress on Invertebrate Morphology 1917 in Moskau.  Sie veröffentlicht ihre Arbeiten in Journal of Zoology, Scientific Reports und Frontiers in Zoology. 2020 ist ihr Hirsch-Index=13.

## Ehrungen, Preise
- Preis des Instituts für Meeresbiologie für den besten Bericht für die Aufnahme in den Jahresbericht 2002 der RAN
- Preis des Sokolow-Fonds (2003)[1]
- Siegerin des Wettbewerbs des Russischen Fonds für Grundlagenforschung für den besten populärwissenschaftlichen Aufsatz (2009)
- Schuwalow-Preis der MGU (2014)
- Professorin der RAN (2016)[10]
- Siegerin des Wettbewerbs der RAN für die beste wissenschaftliche Arbeit von Professoren (2017)
- Kowalewski-Preis der RAN (2018)[11]